# 吉家重夫
吉家 重夫（よしいえ しげお、1951年4月20日 - ）は、日本の心理カウンセラー。日本心理アドバイザー協会会長、（有）応用心理研究所代表、実践心理学派代表。独自の理論として統一場心理学を提唱している。

## 人物
東京都新宿区出身。
高校生の時から心理学に興味を持ち、独学で勉強した。大学院修士課程修了後、大手の製薬メーカーで新薬を化学合成する研究をし、仕事をする傍ら心理学、先住民族の文化、統計学、量子脳理論の研究を進めた。この時、人の心を十分に説明できていない従来の心理学について疑問を持ち、自らが大学時代に構築しようとした内在者理論を完成させるため、心理カウンセラーとして独立した。
独立後、数年間の集中的な研究により、内在者理論の骨格を構築した。内在者理論構築後10年以上かけて、人間のかかわるほとんどの分野を包み込む心理学「統一場心理学」を構築した。この時から心理アドバイザーの養成も行うようになる。
現在は、心理カウンセリングを行う傍ら、統一場心理学を一人でも多くの人に伝えることを使命として、講話会やセミナーを行っている。

## 経歴
- 1976年 - 早稲田大学大学院理工学研究科修士修了
- 1976年 - 協和発酵工業（株）研究所勤務
- 1989年 - 同社を退職して、心理カウンセラーとして独立
- 1993年 - 東急カルチャースクール講師
- 1996年 - （有）応用心理研究所設立
- 1999年 - 日本心理アドバイザー協会を設立
- 2000年 - 著書「困った心の出口が見える」（現代書林）を出版
- 2001年 - 著書「心理の要」を出版。内在者理論を発展させた統一場心理学を発表
- 2002年 - 自己実現ワークショップ「私の心」を発表
- 2003年 - 「ラクしてトクする思春期のなやみ方」（ごま書房）を出版
- 2004年 - 「統一場心理学　初級教科書」（ごま書房）を出版

## 著書
- 『困った心の出口が見える』（現代書林、2000）
- 『心理の要』（メキキ出版、2001）
- 『ラクしてトクする思春期のなやみ方』（ごま書房、2003）
- 『統一場心理学　初級教科書』（ごま書房、2004）
- 『統一場心理学の考え方』（知道出版、2012）
- 『うつは自分で治せます。』（万来舎 、2017)
- 『意識の姿』（万来舎、2021）